# Piotr Brieus
Piotr Pawłowicz Brieus (ros. Пётр Павлович Бреус; ur. 2 grudnia 1927, zm. 25 lutego 2000) – radziecki piłkarz wodny, medalista olimpijski.
W igrzyskach olimpijskich wziął udział wyłącznie w 1956 (Melbourne). Waterpoliści ze Związku Radzieckiego zajęli tam trzecie miejsce (zdobył dwie bramki). Brązowy medalista mistrzostw Europy z 1958.